# Гашек, Ярослав
Я́рослав Ма́тей Франти́шек Га́шек (чеш. Jaroslav Matěj František Hašek; 30 апреля 1883, Прага, Австро-Венгрия — 3 января 1923, Липнице, Чехословакия) — чешский писатель-сатирик
, драматург, фельетонист, журналист, коммунист, комиссар рабоче-крестьянской Красной армии. Автор примерно 1500 различных рассказов, фельетонов и прочих произведений, из которых мировую известность получил его неоконченный роман «Похождения бравого солдата Швейка».

## Биография
Вокруг фактов биографии писателя за годы накопилось изрядное количество легенд, слухов и анекдотов. Часть появилась ещё при жизни Ярослава Гашека (и он сам активно распространял всяческие небылицы о себе), часть появилась в первых мемуарах и биографиях, когда авторы пытались приблизить читателям образ писателя с помощью выдуманных историй и анекдотов. Но сохранилось и весьма большое количество документальной информации, как, например, полицейские протоколы, мемуары.
Незаменимым источником как фактов, так и мифов о жизни Гашека является его же творчество.
Феноменальная память, длительные странствия по Европе сделали его полиглотом. Он хорошо знал венгерский, немецкий, польский, сербский, словацкий и русский языки, мог изъясняться на французском и цыганском, а во время пребывания в России с 1915 года овладел разговорными навыками в татарском, башкирском и некоторых других языках, а также азами китайского и корейского.

### Семья
Гашеки происходили из древнего южночешского рода. По утверждению Вацлава Менгера (чеш. Václav Menger), приятеля Ярослава и одного из его первых биографов, дед писателя, Франтишек Гашек, крестьянин из Мыдловар, принимал участие в Пражском восстании 1848 года и был депутатом Кромержижского сейма. Другой дед, Антонин Яреш, был сторожем у князей Шварценбергов. Когда отец писателя Йозеф Гашек учился в Писеке и жил в доме Ярешей, он познакомился со своей будущей супругой Катержиной.
Йозеф был четвёртым ребёнком в семье. Обе семьи нельзя было назвать даже зажиточными, и из-за нехватки средств свадьба состоялась только через тринадцать лет.
Первенец, названный Йозефом, умер вскоре после рождения. Спустя шесть лет после свадьбы, 30 апреля 1883 года, у них родился второй сын. 12 мая его крестили в находившемся неподалёку храме Святого Штепана под полным именем: Ярослав Матей Франтишек. Крёстным отцом был педагог Матей Коварж. В 1886 году у супругов родился ещё один сын, Богуслав. Также чета Гашеков удочерила осиротевшую племянницу Марию.
Йозеф работал школьным учителем в частной гимназии (он не сдал государственного экзамена и не мог преподавать в государственных гимназиях). Однако когда дети стали подрастать и потребовалось платить за их учёбу, с помощью друзей он устроился на более доходную работу — в банк «Славия» статистиком по страховым расчётам. Тем не менее, постоянная нужда, неуверенность в завтрашнем дне повлияли на характер Йозефа; он ожесточился на мир и стал пить, чем изрядно подорвал своё здоровье. В 1896 году он заболел гриппом, который дал осложнения на почки. Не спасла его даже операция.

### Ранние годы

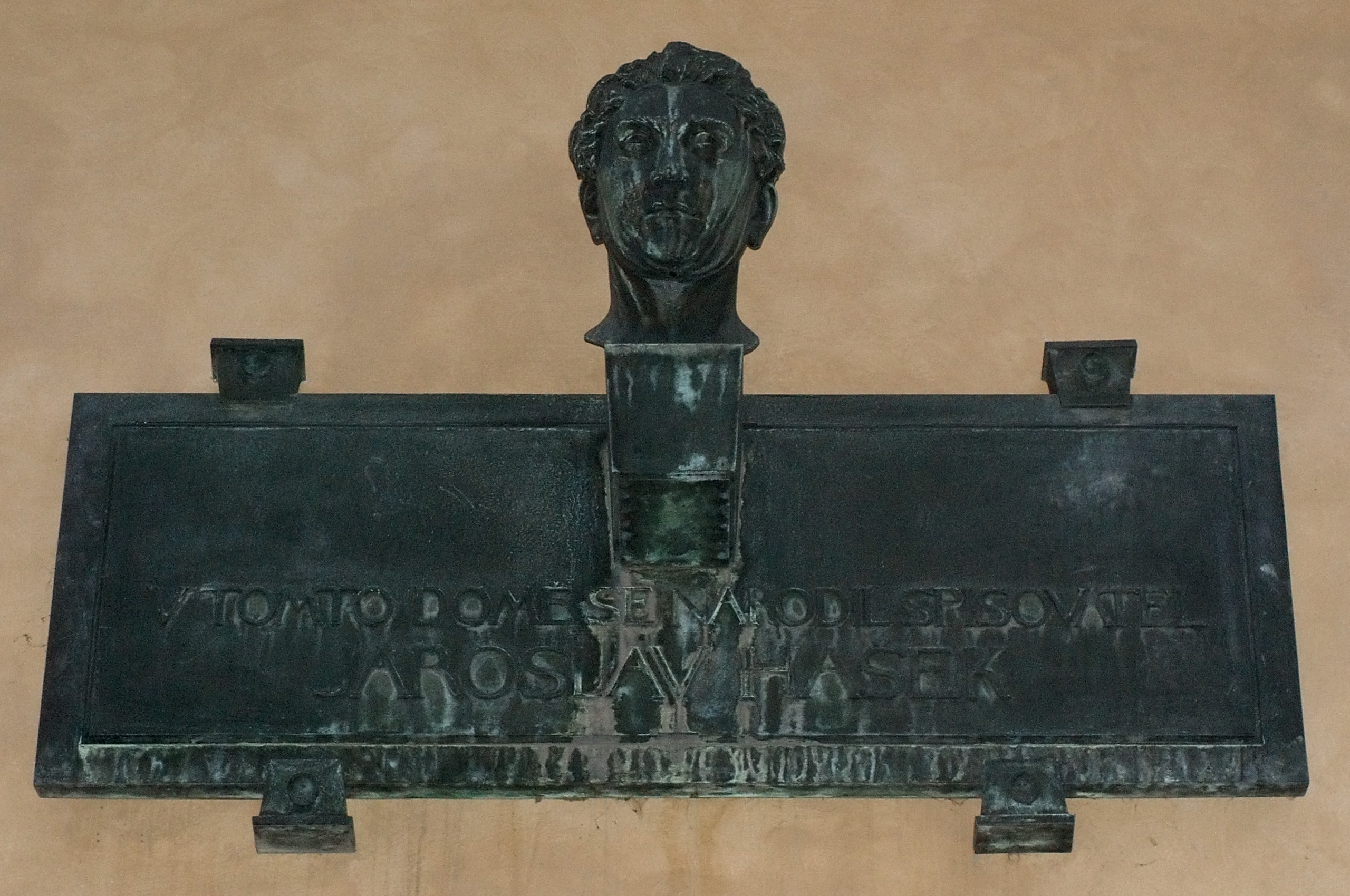
Мемориальная доска на доме, где родился Ярослав Гашек

В 1889 году Ярослав поступил в школу. Благодаря отличной памяти он легко окончил начальную школу и успешно поступил в гимназию. Историю Чехии Ярославу читал известный чешский писатель Алоиз Ирасек, по бедности вынужденный подрабатывать учителем. Его лекции об истории Чехии времён независимости явно отразились на мировоззрении юного Ярослава. Он был непременным участником всех антинемецких демонстраций в Праге. Впрочем, благодаря своему непоседливому характеру, он также зачастую являлся непосредственным участником или свидетелем очень многих происшествий в городе — драк, скандалов.
Однако учёба в гимназии была недолгой. После смерти Йозефа Гашека в семье начались серьёзные финансовые проблемы. Единственным источником дохода для Катержины стало шитьё белья на заказ для магазинов, чего едва хватало на жизнь. За несколько лет семья сменила полтора десятка адресов, вынужденная съезжать с квартир после задержек оплаты. У Ярослава начались проблемы с учёбой: помимо хорошей памяти потребовались ещё и усердие, и прилежание, чего у мальчика никак не хватало. В третьем классе гимназии он переэкзаменовывался по математике, а в четвёртом даже остался на второй год.
Ситуация осложнилась и политическим скандалом. В 1897 году разразилась очередная серия антинемецких демонстраций, приведшая к введению в Праге чрезвычайного положения. Гашек принимал самое активное участие в стычках с полицией и погромах немецких магазинов, о чём не раз вспоминал позднее. Однажды полицейский патруль при обыске Ярослава обнаружил у того в карманах камни и задержал для разбирательств. Уверения Гашека, что камни куплены для школьной коллекции минералов, были отвергнуты комиссаром полиции; он пригрозил, что ввиду чрезвычайного положения назавтра Ярослава расстреляют без всякого суда. Сохранилась записка 14-летнего юноши об этом дне:

Дорогая мамочка! Завтра меня к обеду не ждите, так как я буду расстрелян. Господину учителю Гаспергу скажите, что… полученные мною минералы находятся в полицейском управлении. Когда к нам придёт мой товарищ Войтишек Горнгоф, то скажите ему, что меня вели 24 конных полицейских. Когда будут мои похороны, ещё неизвестно.
С расстрелом всё обошлось, благо на следующий день делом Гашека занялся другой комиссар, но 12 февраля 1898 года Ярослав с разрешения матери бросил учёбу.
Первым местом работы Гашека стала аптека, куда его устроили учеником. Однако упорство и прилежание были не для Ярослава; вместо ежедневной работы он отправился в пешее путешествие. Вместе с компанией таких же подростков он обошёл изрядную часть Чехии, Словакии и Моравии.
В 1899 году Ярослав несколько остепенился и даже поступил в Торговую академию, где за отличную успеваемость был освобождён от платы за учёбу. Впрочем, все каникулы он по-прежнему проводил в походах. Академию он окончил в 1902 году, и в память об отце был принят в банк «Славия», где и начал работу в октябре 1902 года. И вновь ежедневная работа и бытовая рутина оказались не по нраву непоседливого Ярослава. Уже зимой, вскоре после трудоустройства, он вновь отправился в поход, никого не предупредив. Однако на первый раз администрация банка ему это простила.
Впрочем, спустя короткий срок, в мае 1903 года Гашек вновь не является на рабочее место. По некоторым сведениям, он ещё и оставил на рабочем столе записку: «Не волнуйтесь. Ярослав Гашек». Подобную выходку терпеть не стали и Гашек был уволен. Сам же он провёл всё лето 1903 года в путешествиях. Точных сведений о том, где он был почти полгода, не сохранилось, воспоминания друзей разнятся, и пути Ярослава его биографы прослеживали по точности описания тех или иных мест в его рассказах. Известно, что он помогал болгарским повстанцам на Балканах, побывал в Софии, Бухаресте, Кракове, Венгрии, Галиции и Словакии. Его несколько раз арестовывали за бродяжничество, о чём он позднее рассказывал в своих юморесках. В родную Прагу Ярослав вернулся лишь осенью.

### Литературная деятельность в довоенный период
После публикации в 1903 году сборника стихов «Майские выкрики», написанного совместно с Ладиславом Гаеком, и получения денег за свои заметки, которые он писал в ходе своих путешествий, Гашек решает стать писателем. Он подходит к этому делу с чрезвычайной практичностью, фактически сделав из творчества ремесло.
Он быстро становится самым популярным и читаемым юмористом своего времени, заполнив развлекательные рубрики ежедневных газет и еженедельников, юмористические журналы, семейные и военные календари. Однако почти никакой литературной ценности сочинения данного периода не представляют. Гашек и не скрывает, что пишет исключительно ради денег, стараясь лишь угодить вкусу широкой публики. Даже в дружеской компании из журналистов и литераторов невысокого уровня его талант не признавался. Как писал один из чешских писателей того времени Иржи Маген:

Тем не менее существовали люди, для которых Г. Р. Опоченский был гением, а Гашек — каким-то Санчо Пансой. Мы знали: он носит по всем редакциям разную белиберду, издал вместе с Гаеком какие-то неудачные стихи и, несмотря на эту неудачу, кропает что-то новое, и чёрт знает, что ещё из этого получится. В результате в Гашека как-то не верили. А порой между ним и окружением обнаруживалась пропасть, через которую никто не решался перешагнуть.
Образ жизни Ярослава и черты его характера послужили основой для появившегося позднее мифа о бродяге и короле богемы. Кофейни, винные погребки, трактиры, ночные прогулки, стычки с полицией были неотъемлемой частью жизни Гашека. Всё это нашло отражение и в его творчестве. Как писал тот же Маген: 

Порой мы страшно любили Гашека, потому что он и в самом деле был живым воплощением юмора. Он, пожалуй, нас не любил, потому что мы играли в литераторов. Я даже убеждён в этом. Но весь комизм ситуации заключается в том, что он делал литературу гораздо интенсивнее, чем все мы; собственно, он был литератором, а мы всеми силами противились тому, чтобы целиком посвятить себя литературе.
Многочисленные псевдонимы Гашека (около 100) — также прямое следствие его малосерьёзного отношения к литературе. Он легко подписывался фамилиями друзей, фамилиями, попавшимися ему на глаза в газетах или рекламе.
Несколько лет Гашек перебивался нерегулярными публикациями, пока в 1909 году его приятель Ладислав Гаек (чеш. Ladislav Hájek Domažlický), к тому времени уже бывший редактором журнала «Мир животных», не оставил свой пост при условии, что его место займёт именно Ярослав.
Однако спокойный академический характер издания претил весёлому и беспокойному характеру Гашека, и он решил порадовать читателей всяческими открытиями из жизни животных. Из-под его пера родились загадочный «табу-табуран», живущий в Тихом океане, муха с шестнадцатью крыльями, восемью из которых она обмахивается как веером, и домашние серебристо-серые вурдалаки, и даже древний ящер «идиотозавр». В 1910 году он так убедительно подал «новость о счастливом открытии» доисторической праблохи Palaeopsylla, что статью перепечатали несколько изданий, в том числе заграничные, иногда сопровождая её скептическими замечаниями. Вызванная в природоведческой печати оживлённая полемика закончилась посрамлением «открытия» и «дружескими» советами редактору журнала «не откладывая в долгий ящик, срочно утопиться вместе со всем редакционным персоналом». Неудивительно, что Гашек вскоре покинул журнал. Что характерно, подобным образом просвещал публику и другой известный писатель-сатирик — Марк Твен («18 юмористических рассказов»). Данный эпизод позднее Гашек использовал в «Бравом солдате Швейке», где он сохранил и фамилию прежнего редактора, и название журнала. Полностью число мистификаций Гашека в журнале не раскрыто по крайней мере до конца 1990-х.
Следующее место работы Гашека также нашло своё отражение в его знаменитом романе. Ярослав открыл «Кинологический институт», а по сути просто контору по продаже собак. Не имея денег на покупку породистых щенков, он просто ловил дворняг, перекрашивал их и подделывал родословную. Подобное мошенничество продолжалось недолго и окончилось судом, под который попала и супруга Ярослава, Ярмила, числившаяся совладелицей.
В 1909—1911 годах в газете «Karikatury» он публикует цикл «Галерея карикатур» (Galerie karikatur).
Его работа в газете «Ческо слово» также оказалась недолгой. На собрании бастующих трамвайщиков, куда его отправили писать репортаж, он взял слово и выступил с заявлением, что лидеры профсоюза тайно вступили в сговор с предпринимателями. Однако, как Гашек вскоре выяснил, «Ческо слово» издавалось той же самой национал-социалистической партией, которая руководила данным профсоюзом.
Расставшись в 1912 году с женой и лишившись постоянных источников дохода, Гашек вовсю ударился в творчество. За небольшой период он написал массу юморесок, часть из которых была напечатана в газетах, ещё часть — издана отдельными книгами.
Весёлый и озорной характер Гашека по-прежнему не менялся. Сохранились сведения о его многочисленных розыгрышах и происшествиях. Так, однажды его отправили в сумасшедший дом. Прохожий, увидев, что Гашек стоит на мосту и пристально смотрит в воду, решил, что тот собирается покончить с собой. Подоспевшие полицейские задержали Гашека и отправили в участок… Где он представился Святым Яном Непомуцким, примерно 518 лет от роду. На вопрос: «Когда же вы родились?», он спокойно ответил, что он вообще не рождался, а его выловили из реки. Лечащий врач пояснил агентам полиции, что Гашек совершенно здоров и даже привёл в порядок всю больничную библиотеку. Однако домой его отправить не удаётся — он всюду ходит, всем интересуется, и, видимо, собирает материалы для новых рассказов. И этот эпизод из бурной биографии писателя также найдёт своё отражение в его романе.
Не менее характерен и другой случай, когда уже после начала Первой мировой войны Гашек поселился в одном пражском отеле. Вот только зарегистрировался он как «Лев Николаевич Тургенев. Родился 3 ноября 1885 года в городе Киеве. Живёт в Петрограде. Православный. Частный служащий. Приехал из Москвы. Цель приезда — ревизия австрийского генерального штаба». Неудивительно, что его вскоре под усиленной охраной как русского шпиона доставили в полицию, где он заявил, что в качестве лояльного гражданина счёл долгом проверить, «как в это тяжкое для страны время функционирует государственная полиция». В полиции Гашека хорошо знали, и он получил 5 суток ареста.
Вообще имя Гашека часто фигурировало в полицейских протоколах: «вышеозначенный в нетрезвом состоянии справлял малую нужду перед зданием полицейского управления»; «в состоянии лёгкого алкогольного опьянения повредил две железные загородки»; «недалеко от полицейского участка зажёг три уличных фонаря, которые уже были погашены»; «стрелял из детского пугача»… Полицейские же протоколы показывают, как непринуждённо Ярослав менял место жительства: в них зафиксировано 33 различных адреса. Однако адресов было много больше, и часто полиции не удавалось установить, где теперь проживает Ярослав. Ну а присуждаемые ему штрафы никогда не оплачивались, поскольку всё кончалось на констатации факта, что «у должника нет никаких носильных вещей, которые можно было бы конфисковать, живёт он у своей матери и не имеет никакой собственности, кроме того, что на нём». Сам же он ещё и зарабатывал на этих происшествиях, публикуя юморески и фельетоны о произошедшем.
В довоенные годы Гашек написал около девятисот рассказов, фельетонов и очерков, роман «История мудрого вола» (рукопись была утрачена издателем), сатирическую книгу «Политическая и социальная история Партии умеренного прогресса в рамках закона» (1911, издавалась частями после его смерти: 10 глав в 1924-25, ещё 13 в 1937, полностью — в 1963) и, совместно с Фр. Лангером, Й. Махом и другими, ряд коротких комических представлений для участников собраний этой «партии».

### На фронте

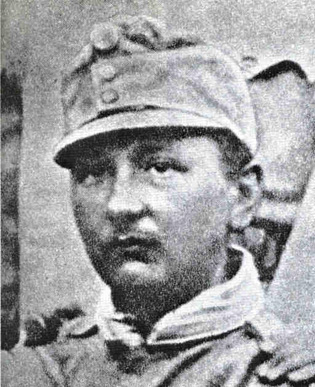
Ярослав Гашек в австрийской военной форме

В 1915 году война вошла и в жизнь Гашека. Его призвали в армию и зачислили в 91-й пехотный полк, расположенный в Ческе-Будеёвицах. Многое из похождений Швейка, описанных в романе, в действительности произошло с самим писателем. Так, в полк Ярослав явился в военной форме, но в цилиндре. Из школы вольноопределяющихся он был отчислен за нарушения дисциплины. А его симуляцию ревматизма признали попыткой дезертирства и даже осудили на три года, с отбытием по окончании войны. Так что на фронт Гашек, как и Швейк, отправился в арестантском вагоне.
В армии будущий роман пополнился не только историями и курьёзами, но и персонажами. В 91-м полку служили и поручик Лукаш, и капитан Сагнер, и писарь Ванек, и многие другие персонажи. Часть из них Гашек так и оставил под своими фамилиями, часть всё-таки переименовал. Он получил должность помощника писаря, что позволило ему уклоняться от учений и продолжать творчество. Тогда же он довольно тесно сошёлся с денщиком Лукаша Франтишеком Страшлипкой, ставшим одним из основных прототипов Йозефа Швейка.
На фронте в Галиции Гашек выполнял обязанности квартирьера, позже был ординарцем и связным взвода. Участвовал в боях у горы Сокаль и даже был награждён серебряной медалью «За храбрость» и произведён в чин ефрейтора. Вот только обстоятельства подвига разнятся. По воспоминаниям Лукаша и Ванека, Гашек во многом против своей воли «взял в плен» группу русских дезертиров — он неплохо говорил по-русски и условился с русскими солдатами об условиях сдачи. Сам же Гашек заявлял, что медалью был награждён за то, что избавил батальонного командира от вшей, намазав его ртутной мазью.
Утром 24 сентября 1915 года, в ходе контрнаступления русской армии на участке 91-го полка под Дубно, Гашек вместе со Страшлипкой добровольно сдался в плен.

### В плену

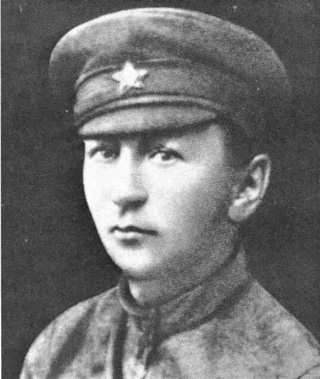
Ярослав Гашек в форме красноармейца, 1920 год

Как военнопленный № 294217, Гашек содержался в лагере под Киевом в Дарнице. Позднее он был переведён в аналогичный лагерь в Тоцком в Самарской губернии. В лагере разразилась эпидемия тифа, в ходе которой погибло множество пленных. Гашек также заболел, но выжил. Вскоре, подобно многим другим соотечественникам, Гашек вступил в Чехословацкий легион.
Однако медкомиссия признала его негодным к строевой службе, и в июне 1916 года он стал сначала писарем 1-го добровольческого полка имени Яна Гуса, а затем — сотрудником газеты «Чехослован», выходившей в Киеве. Гашек активно занимался агитацией в лагерях военнопленных в пользу Легиона, публиковал в газетах юморески и фельетоны. Своим острым языком он добился сначала того, что австрийские власти объявили его изменником за оскорбительные рассказы (именно в то время появился фельетон «Рассказ о портрете Франца-Иосифа I», который потом будет переложен в первой главе «Похождений Швейка»), а затем и руководство Чешского национального совета в Париже возмутилось его фельетоном «Клуб чешских Пиквиков». Гашека отправили на фронт и предали суду чести, где обязали принести письменные извинения руководству совета. Своеобразный пролог к «Похождениям бравого солдата Швейка» — повесть под названием «Бравый солдат Швейк в плену» — была написана им в марте 1917 года во время нахождения на гауптвахте в Борисполе и в июне издана в Киеве.
Впрочем, по ряду сведений, Гашек воевал не только на бумаге. Летом 1917 года за бой у Зборова он даже был награждён Георгиевским крестом 4-й степени. На фронт ему пришлось отправиться после нападения на редакцию группы чешских националистов во главе с капитаном Радолой Гайдой.
После заключения Брестского мира между большевиками и Германией и начавшейся эвакуацией чешского корпуса в Европу через Владивосток Гашек порывает с легионом и отправляется в Москву. Там он вступает в коммунистическую партию. В апреле 1918 года его отправили на партийную работу в Самару, где он вёл среди чехов и словаков агитацию против эвакуации во Францию, а также призывал их вступать в Красную Армию. К концу мая чешско-сербский отряд Гашека насчитывал 120 бойцов, которые принимали участие в боях с белочехами и успешно подавили анархистский мятеж в Самаре.
Однако уже в июне 1918 года в ходе мятежа Чехословацкого корпуса чешские отряды, выступившие против Красной Армии, взяли Самару. Среди противостоявших им частей Красной Армии были и три взвода добровольцев, которыми командовали Ярослав Гашек и Иосиф Поспишил. Однако силы были неравными, пришлось отступить. Вспомнив, что в штаб-квартире чешских интернационалистов в гостинице «Сан-Ремо» остались списки добровольцев, которым эти сведения могли грозить репрессиями, Гашек в одиночку вернулся за документами и успел их уничтожить. Однако присоединиться к своему отряду он уже не успел; ему пришлось в одиночку выбираться из города.
Деятельность Гашека в качестве агитатора Красной Армии в чешской среде была недолгой, но не осталась незамеченной. В июле, то есть спустя всего три месяца после прибытия в Самару, в Омске полевой суд чехословацкого легиона выдал ордер на арест Гашека, как «предателя чешского народа». Несколько месяцев он был вынужден, прикрываясь справкой, что он «полоумный сын немецкого колониста из Туркестана», скрываться от патрулей. Самарский краевед Александр Завальный приводит такую историю об этом этапе жизни писателя:

Однажды, когда он прятался у своих знакомых на одной из самарских дач, появился чешский патруль. Офицер решил допросить неизвестного, на что Гашек, разыграв из себя идиота, рассказал, как он спасал чешского офицера на станции Батраки: «Сижу я и думаю. Вдруг офицерик. Точь-в-точь вроде, как вы, такой деликатный и щупленький. Немецкую песенку мурлыкает и вроде бы приплясывает, как старая дева в пасхальный праздник. Благодаря испытанному нюху я сразу вижу — офицерик под мушкой. Гляжу, направляется прямо к уборной, из которой я только вышел. Присел я недалеко. Сижу десять, двадцать, тридцать минут. Не выходит офицер…» Далее Гашек изобразил, как он зашёл в туалет и, раздвинув гнилые доски, вытащил из нужника пьяного неудачника: «Вы, кстати, не знаете, какой награды удостоят меня за спасение жизни чешского офицера?».
Только к сентябрю Гашек пересёк линию фронта, и в Симбирске вновь примкнул к частям Красной Армии.
С октября 1918 года Гашек занимается активнейшей партийной, политической и административной работой при политотделе 5-й армии Восточного фронта, 5 сентября 1919 года он был назначен начальником Интернационального отделения политотдела. Несмотря на то, что в Чехии писатель вёл богемный образ жизни, был завсегдатаем многочисленных пражских трактиров и ресторанов, автором и участником всяческих шуток, розыгрышей и проказ, находясь в рядах Красной Армии он вёл себя по-другому. Здесь он показал себя ответственным и исполнительным человеком, хорошим организатором, к тому же беспощадным к «врагам революции». Неудивительно, что его карьера быстро пошла в гору.
В декабре 1918 года его назначили заместителем коменданта Бугульмы, а вскоре, после смещения начальника, он сам становится комендантом. Позднее его воспоминания об этом периоде легли в основу цикла из 9 рассказов 1921 года, опубликованных в газете «Tribuna». Некоторые историки и литературоведы считают парадоксом участие автора одного из самых антивоенных романов мира в Гражданской войне в России, другие же доказали, что это было естественным результатом его социалистических взглядов, выражавшихся уже с ранней публицистики. Свою деятельность в России Гашек считал продолжением борьбы за самостоятельность чехов и словаков.
Но и на этом месте он долго не задерживается. Уже в январе 1919 года его переводят в Белебей, где он в марте 1919 года заведовал редакцией армейской газеты и издавал большевистскую газету «Наш путь». В этой типографии Гашек знакомится со свой будущей женой — Александрой Львовой.
Вместе с 5-й армией путь Гашека лежит на восток; он успел побывать в Челябинске, Омске, Красноярске, Иркутске, где был легко ранен при покушении. Правнучка Василия Чапаева Евгения Чапаева в своей книге «Мой неизвестный Чапаев» утверждает, что Гашек служил в составе 25-й дивизии Чапаева, входившей в 5-ю армию.

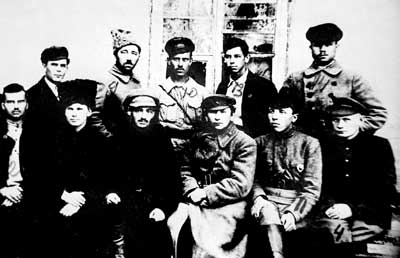
Гашек (первый ряд, третий справа) среди политработников 5-й армии

В Иркутске Гашек также активно участвовал в политической жизни: его избрали депутатом городского Совета. Не забывал он и журналистику. Гашек издавал там газеты «Штурм» и «Рогам» («Наступление») на немецком и венгерском языках, а также «Бюллетень политработника» на русском. Гашек же издавал и одну из первых в мире газет на бурятском, называвшуюся «Үүр» («Рассвет»). Сам Гашек пишет об этом так: «…я редактор и издатель трёх газет: немецкой „Штурм“, в которую сам пишу статьи; венгерской „Рогам“, где у меня есть сотрудники, и бурято-монгольской „Ур“ („Заря“), в которую пишу все статьи, не пугайся — не на монгольском, а по-русски, у меня есть переводчики»[8] Из как минимум 49 номеров его «Рогама» сохранилось лишь 2. Также Гашек позднее рассказывал, что выполнял секретную миссию в Монголии, где от имени командующего армией встречался с неким китайским генералом. Однако биографам писателя не удалось найти никаких документальных подтверждений этому, хотя и известно, что китайский язык Ярослав действительно изучал.
После окончания Гражданской войны Гашек остался в Иркутске, где даже купил дом.
В ноябре 1920 года в Чехословакии разразился политический кризис, началась всеобщая забастовка, а в Кладно рабочие провозгласили «советскую республику». Чешские коммунисты в РСФСР получили распоряжение отправляться на родину, чтобы поддержать местное коммунистическое движение и готовить мировую пролетарскую революцию, и 26 ноября 1920 года после недолгого пребывания в Москве Гашек вместе с женой Александрой Львовой уехал.

### Послевоенная жизнь
В декабре 1920 года Ярослав Гашек вместе с супругой вернулся в Прагу, где его не ждали. «Вчера посетителей кафе „Унион“ ожидал большой сюрприз; откуда ни возьмись, как гром среди ясного неба, после пятилетнего пребывания в России, сюда заявился Ярослав Гашек» — с таким текстом в Праге вышли утренние газеты. Ещё со времён сдачи в плен в прессе регулярно появлялись некрологи: то его вешали легионеры, то его забивали в пьяной драке, то ещё что-либо. Один из приятелей Гашека вручил ему по возвращении целую коллекцию подобных сообщений.

Вернувшись на родину, я узнал, что был трижды повешен, дважды расстрелян и один раз четвертован дикими повстанцами киргизами у озера Кале-Исых. Наконец меня окончательно закололи в дикой драке с пьяными матросами в одесском кабачке.
Учитывая его сотрудничество с большевиками, местная пресса активно выступала против Гашека, называя его убийцей тысяч чехов и словаков, которых он резал, «как Ирод грудных детей»; его жену называли единственной оставленной им в живых дочерью князя Львова. Многие друзья отвернулись от него; однажды его чуть не избили бывшие легионеры. Одна журналистка спросила, на самом ли деле он питался в Красной Армии мясом убитых китайцев? «Да, милостивая пани», — подтвердил Гашек и пожаловался на неприятный привкус.
Однако планировавшейся из Москвы коммунистической революции в Чехии не предвиделось, восстание было подавлено, его лидеры оказались в заключении, партийная деятельность Гашека быстро сошла на нет, и он вернулся к прежней жизни. Он оказался почти без средств к существованию и даже продавал на улицах экземпляры своих книг, скопившиеся у издателей за время войны. Вскоре он снова жил на авансы от издателей, кочуя из трактира в трактир. В трактирах же он и писал свои новые произведения, часто там же их и зачитывал. Постоянная выпивка, два перенесённых тифа, отказ соблюдать рекомендации врачей, запретивших есть острое и жирное, тяжёлая наследственность — всё приводило к постоянному ухудшению здоровья Гашека.
В конце августа 1921 года он перебирается из Праги в небольшой городок Липнице. По легенде это произошло следующим образом. Выйдя из дома за пивом, Гашек повстречал своего приятеля Ярослава Панушку, который ехал работать в Липнице, и, оставив кувшин для пива в кафе, прямо в домашней одежде сел в поезд. Хорошо подвешенный язык, выручавший его ещё со времен юношеских пеших походов, не подвёл его и в этот раз. Они бесплатно добрались до Липнице, договорились с хозяином гостиницы и трактира «У чешской короны» о кредите, и Гашек поселился там. Лишь спустя три недели он удосужился сообщить жене, о том, где он. Та тотчас приехала и признала, что в Липнице действительно лучше для пошатнувшегося здоровья Гашека.

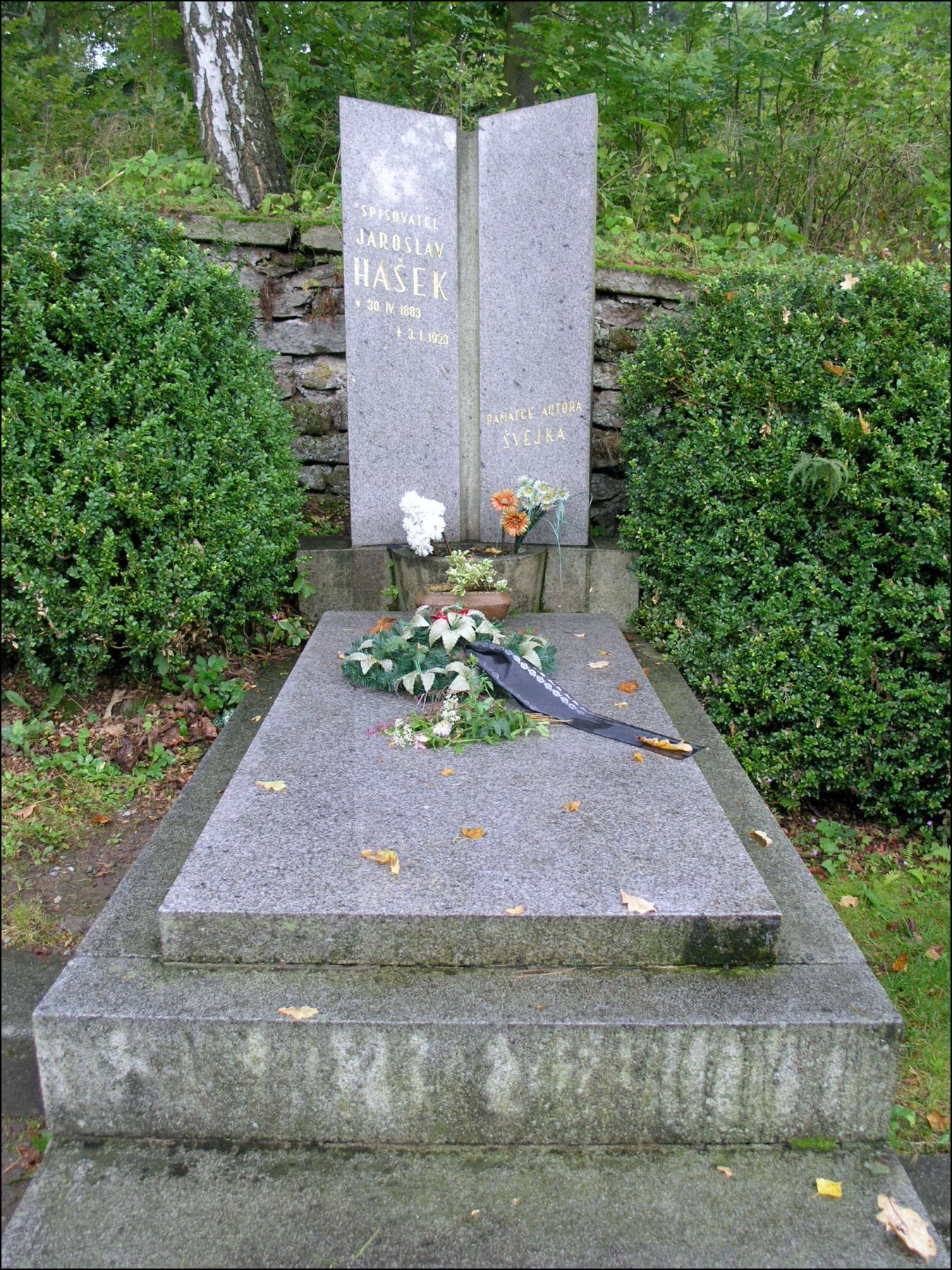
Могила Гашека в Липнице

Несмотря на увеличивающиеся доходы от творчества, денег в семье Гашека не прибавлялось. Ярослав быстро перезнакомился со всей округой и щедро помогал всем знакомым, нуждающимся в материальной помощи. Он даже завёл собственного сапожника, который делал обувь как для самого Гашека, так и для его многочисленных друзей. Он даже стал попечителем местной школы.
Ярослав много бродил по окрестностям, часто исчезая на несколько дней. Однако его здоровье становилось всё хуже и хуже. Обнаружив, что не успевает записывать всё приходящее ему в голову, он нанял себе секретаря Климента Штепанека, который должен был записывать то, что надиктует Гашек с 9 до 12 часов и с 15 до 17. В это время Гашек работал над четвёртой частью похождений Швейка. Благодаря отличной памяти, он диктовал Швейка, не пользуясь никакими заметками и набросками, лишь изредка обращаясь к карте. Также он прекрасно помнил всё надиктованное ранее и работу над следующей главой начинал, используя лишь листок с окончанием предыдущей.
В ноябре 1922 года Гашек наконец обзавёлся собственным домом. Но здоровье его ухудшалось и ухудшалось. Часто из-за болей приходилось прерывать работу. Однако Гашек трудился до конца. Последний раз он диктовал Швейка всего за 5 дней до собственной смерти. 3 января 1923 года он подписал завещание и заявил, что «Швейк тяжко умирает».
3 января 1923 года Ярослав Гашек скончался. На похоронах присутствовали его жена Шулинька, сын Рихард и более ста человек из окрестных сёл и Липнице. На его могиле одним из его местных друзей, каменотёсом Харамзой, был установлен памятник — раскрытая каменная книга, на одной странице которой имя Гашека, на другой — Швейка. Из пражских друзей Гашека присутствовал только художник Панушка, с которым Гашек и приехал в Липнице. Остальные друзья Гашека не поверили сообщению о его смерти, считая, что это очередная мистификация. Его друг Эгон Эрвин Киш заявил:

Ярда не впервой дурачит нас всех, водит за нос. Не верю! Сколько раз он уже умирал! Гашек не имеет права умирать. Ведь ему нет ещё и сорока.

## Семейная жизнь

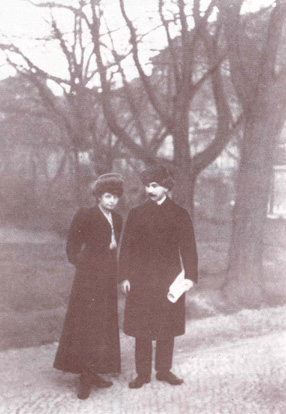
Гашек с первой женой Ярмилой

В 1905 году Ярослав Гашек сватается к дочери скульптора Ярмиле Майеровой. Однако родители Ярмилы не хотели, чтобы их дочь связала свою судьбу с безработным анархистом, и на их мнение не повлияло даже скорое расставание Гашека с анархизмом. К тому же в 1907 году он объявил о своём разрыве с религией, что только усилило противоречия между религиозными Майерами и Гашеком.
После получения должности редактора журнала в 1909 году у Ярослава появился стабильный источник дохода, позволявший ему содержать семью. Для подтверждения возвращения в лоно католической церкви он предъявил родителям невесты удостоверение о прохождении исповеди, выданное священником одного из костёлов. Как он добыл удостоверение — осталось загадкой, но в мае 1910 года состоялась свадьба. Венчание прошло в храме Святой Людмилы на Виноградах.
20 апреля 1912 года у пары родился сын Рихард. Однако их брак никак нельзя было назвать счастливым. Ярмила не хотела мириться с постоянными отлучками мужа, его вечными вечеринками с друзьями. Её родители также настаивали на разводе. Чего стоил один эпизод, когда они приехали увидеть внука, Ярослав вышел в кафе за пивом и вернулся только спустя несколько дней. Сохранились сведения и о том, как он носил новорождённого сына по своим любимым кабачкам и демонстрировал его своим приятелям-завсегдатаям. Только спустя несколько кабачков он вспомнил, что оставил сына ещё в самом первом посещённом питейном заведении. К счастью, Ярмила знала традиционные маршруты «путешествий» своего супруга и вскоре нашла сына. Но терпеть подобное дальше уже не могла. В том же 1912 году они разошлись. Однако Гашек не стал оформлять развод официально.
По некоторым сведениям, во время пребывания в России в Бугульме Ярослав сыграл свадьбу с местной телеграфисткой Гелей Бойковой, однако вскоре после свадьбы его жена скончалась от тифа
В 1919 году будучи отправлен в Белебей руководить типографией, он познакомился с работницей этой типографии, Александрой Гавриловной Львовой. Гашек называл её Шулинька. Их брак был зарегистрирован в Красноярске 15 мая 1920 года. Этот брак оказался успешнее первых, и Шулинька оставалась с Ярославом до самой его смерти. В 1928 году Александра Гавриловна вышла замуж за врача-чеха Верного и родила ему сына Арсена, умерла в 1965 году в возрасте 71 год.
Вернувшись в Чехию, Гашек обнаружил, что ему угрожает суд за двоежёнство, а его уже девятилетний сын Рихард считает, что его отец — легионер, геройски погибший в России.

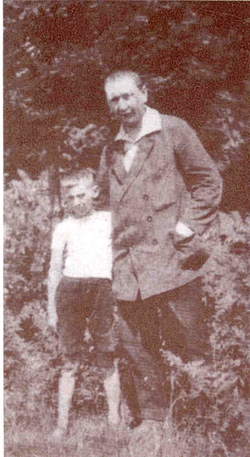
Гашек с сыном, 1921 год

Первая жена, Ярмила, вначале препятствовала встрече отца и сына, а после, при их первой встрече, представила Ярослава как знакомого редактора. Только через некоторое время Гашек смог объясниться с сыном. Дело о двоеженстве было прекращено, поскольку Чехословакия в то время не признавала законы РСФСР, и его брак с Львовой таковым не признавался по чешским законам.
Позднее Ярмила простила Гашека и в воспоминаниях о нём писала:

Гашек был гений, и его произведения рождались из внезапных наитий. Сердце у него было горячее, душа чистая, а если он что и растоптал, то по неведению.
В 2022 году пансион и ресторан «У чешской короны» всё ещё работал в Липнице-над-Сазавой, им владел Рихард Гашек, внук Ярослава Гашека и Ярмилы Мейeровой, шеф-поваром там служил Мартин Гашек, правнук писателя.

## Политические взгляды
В середине 1900-х годов Гашек сближается с анархистскими кругами и принимает участие в митингах, выступает с агитационными поездками и распространяет листовки. В полицейских сводках он именуется «опаснейшим анархистом», а в семье — «Митей» (неверное уменьшительное имя, в честь Михаила Бакунина). В результате он вновь часто оказывается в полицейских участках, но Ярослава это только забавляет. В 1907 году он провёл в камере целый месяц. Впрочем, к 1909 году он порывает с анархическим движением.

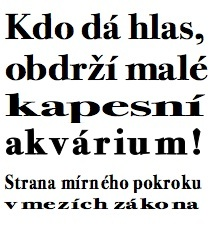
Предвыборный плакат Партии умеренного прогресса в рамках закона: «Каждый избиратель получит карманный аквариум»

Его беспокойный характер не позволял ему участвовать в традиционной политической борьбе существующих партий. Верный своему стремлению всё делать с шумом и весельем, он вместе с друзьями создаёт «Партию умеренного прогресса в рамках закона». К выборам в австрийский парламент в 1911 году партия во главе с Гашеком начала активную предвыборную кампанию, которая проходила в истинно гашековском стиле. Заседания партии проводились в местном ресторанчике «Кравин» («Хлев» по-чешски).
К заседаниям ресторан украшали лозунгами: «Нам не хватает пятнадцати голосов», «Если вы изберёте нашего кандидата, обещаем, что защитим вас от землетрясения в Мексике» и прочими. Заседания проходили под пиво и состояли из спектаклей, которые разыгрывали Гашек с приятелями. А в своих предвыборных речах, высмеивающих саму существующую политическую жизнь, он вовсю использовал анекдотические истории вроде тех, которые постоянно будет использовать позже Швейк. Заканчивал свои выступления Гашек обычно словами в стиле: «Граждане! Голосуйте только за Партию умеренного прогресса в рамках закона, которая вам гарантирует всё, что хотите: пиво, водку, сосиски и хлеб!»
Заседания не оставались без внимания и политических конкурентов Гашека, которые приходили в ресторан повеселиться и вдоволь посмеяться. Полиция также посещала заседания партии: однако первый тайный агент был сразу же узнан и, поняв, что никто из присутствующих не станет свидетельствовать против Гашека, «отделался» тем, что купил для присутствовавших 50 кружек пива. Комиссар полиции, не поверив докладу непроспавшегося агента, отправился на следующее заседание сам. После чего взял небольшой отпуск, а на очередное заседание отправил двух своих недоброжелателей, также полицейских чиновников. В результате один из этих полицейских чинов допился до такой степени, что стал кричать о том, что в полиции работают одни бюрократы, подлецы и доносчики. Скандал замяли, отправив перепившего полицейского в санаторий как «переутомившегося на работе».
О серьёзности намерений партии говорит и их предвыборная программа:
- Введение рабства
- Реабилитация животных
- Введение инквизиции
- Обязательное введение алкоголизма

и прочие пункты в этом же стиле.
Сам процесс выборов Гашек просто проигнорировал, хотя и рассказывал, что за него проголосовало тридцать восемь человек.
Партией, к которой окончательно примкнул Гашек, стала РКП(б). Во многом его вступление в коммунистическую партию можно объяснить тем, что одним из основных её лозунгов была «свобода для всех порабощённых народов», в то время как Чехия всё ещё не была свободной. Начав со статей в издававшихся в России социал-демократических чешских газетах, он со всем присущим ему пылом ударился в большевизм. Он активно вёл агитацию среди чешских легионеров, выступая против отправки во Францию, был заместителем коменданта Бугульмы, в 1920 году он занимал пост заведующего иностранной секцией политотдела 5-й армии и даже участвовал в красном терроре.
В Прагу Гашек приехал 20 декабря 1920 года, уже после того, как чехословацкий пролетариат потерпел поражение в решающей схватке с национальной буржуазией — борьбе за Народный дом в Праге, переросшей во всеобщую забастовку. Начались аресты и процессы. Гашека встретило злобное улюлюканье врагов. Реакция требовала расправы с «красным комиссаром». Тайная полиция установила за ним слежку. Многие старые друзья отвернулись от него. Надежда на близкую революцию в Чехословакии оказалась нереальной. Те, с кем он должен был непосредственно связаться для революционной работы, были арестованы. Другие ему не доверяли. Да и сам он был невысокого мнения о чешских левых социал-демократах, проявивших в период декабрьских классовых боёв нерешительность и непоследовательность.
Истинную политическую позицию Гашека раскрыли лишь его фельетоны и юморески, появившиеся в 1921 году на страницах коммунистических изданий («Руде право», «Стршатец»). В них писатель сводит счёты с чешским буржуазным правительством, и с реакционной прессой, и с антинародными партиями, и с предателями революции из среды бывших «социалистов». Перо сатирика служит теперь нуждам повседневной борьбы революционного пролетариата. Гашек говорил, что, будь у него десять жизней, а не одна, он с радостью пожертвовал бы ими ради торжества пролетарской революции.

## Творчество

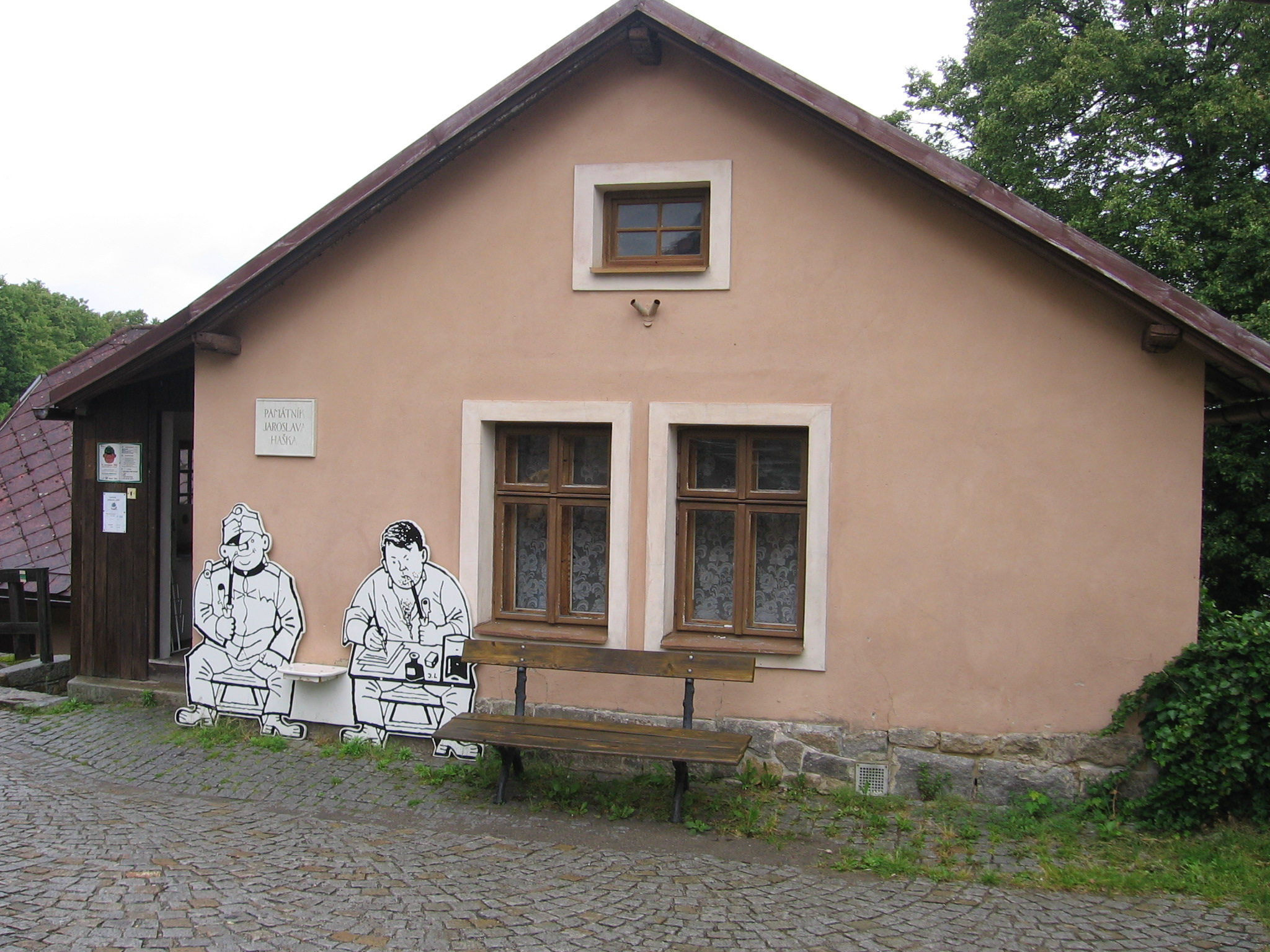
Дом-музей Ярослава Гашека

Первое известное произведение Гашека рассказ «Ефрейтор Которба» появилось на свет в 1900 году, ещё во времена учёбы в Торговой академии. Одно время он даже посещал литературный кружок «Сиринкс». В 1903 году вышла первая книга Гашека: сборник стихов «Майские выкрики», которую он написал в соавторстве с другом, Ладиславом Гаеком.
После решения стать писателем Гашек активно занимается творчеством. Он пишет множество рассказов для различных газет и журналов. Не все из псевдонимов, которые он использовал для печати, были раскрыты. Творчество он начал с коротеньких рассказов чеховского типа, которые он называл «юморесками». Уже в этих рассказах высмеивалось религиозное ханжество, семейный быт мелкого буржуа, «коммерческий» брак, парламент и т. п.
В 1912—1913 годах в печати выходят сборники «Бравый солдат Швейк и другие удивительные истории» (переизданный в 1922 году как «Бравый солдат Швейк перед войной и другие удивительные истории»), «Страдания пана Тенкрата», «Гид для иностранцев». В 1915 году в свет вышел ещё один сборник рассказов Гашека — «Моя торговля собаками».
Всего в довоенные годы им были написаны сотни рассказов, очерков, фельетонов, юморесок. Самым крупным довоенным произведением писателя стала «Политическая и социальная история партии умеренного прогресса в рамках закона», созданная по воспоминаниям о предвыборной кампании в 1911 году. В книге автор с присущим ему юмором рассказывал о всевозможных приключениях членов партии. Также она содержала целый ряд шаржей на участников и современников «движения». Была предпринята попытка издать книгу в 1912 году, но издатель так и не решился сделать это. В печати появились лишь отдельные главы. Полностью книга была опубликована лишь в 1960-е годы.
Даже мобилизация лишь ненадолго прерывает творчество Гашека: получив должность помощника писаря, он находит достаточно времени, чтобы написать стихотворения «В резерве», «Плач вольноопределяющегося», «Песнь об отхожем месте».
Русский этап жизни Гашека нашёл своё отражение в основном в многочисленных газетных статьях и фельетонах, которые он писал для выходивших в России чешских газет. В июне 1917 года в Киеве вышла повесть «Бравый солдат Швейк в русском плену», продолжившая цикл, послуживший основой для знаменитого романа. В ходе похода Красной Армии в Сибирь Гашек тоже не оставляет литературное творчество. Так, в Омске он всего за месяц написал пьесу «Хотим домой», адресованную в первую очередь военнопленным, а, чтобы её поставить, создал в городе новый театр. Всего же произведения, написанные Гашеком в России, составили целых два тома из шестнадцати в собрании его сочинений.
После возвращения в Прагу Гашек выпускает ещё три сборника рассказов: «Две дюжины рассказов» (1921), «Трое мужчин и акула» (1921), и «Мирная конференция и другие юморески» (1922). В это же время появляется главное произведение Гашека — его роман «Похождения бравого солдата Швейка». Роман печатался отдельными выпусками, которые сразу же стали популярными у читателей. Рекламные плакаты, сделанные Гашеком с друзьями, гласили:

- Одновременно с чешским изданием перевод книги на правах оригинала выходит во Франции, Англии, Америке.
- Первая чешская книга, переведённая на мировые языки!
- Лучшая юмористически-сатирическая книга мировой литературы!
- Победа чешской книги за рубежом!
- Первый тираж 100 000 экземпляров!

Читателям предлагалось «выбросить из своих библиотек „Тарзана в джунглях“ и разные дурацкие переводы уголовных романов» и «приобрести новаторский образец юмора и сатиры». Книга Гашека объявлялась «революцией в чешской литературе». Наверное никто в Чехословакии, в том числе и сам Гашек, и не предполагал, что обещанное в буффонадных афишах сбудется. Однако тогда издать первый том романа, законченный к августу 1921 года, никто не взялся. Чешская пресса безоговорочно отнесла «Швейка» к аморальным книгам, которым нет места в приличном обществе. Тогда Гашек с присущей ему энергией создаёт собственное издательство.
К 1922 году первый том романа уже выдержал четыре издания, а второй — три. Но к 1923 году не выдержало здоровье Ярослава Гашека — четвёртая часть романа так и осталась неоконченной.

### Романо бравом солдате Швейке
Война и революция определили второй период его творчества. От мелких бытовых рассказов Гашек перешёл к эпопее. Его «Похождения бравого солдата Швейка во время мировой войны» (чеш. Osudy dobrého vojáka Švejka za světové války, 1921 — 1923) в четырёх томах отразили никчёмность и бессмысленную жестокость австрийской государственной системы, с трудом связывавшей бюрократизмом разваливавшуюся «лоскутную» монархию. Война обнажила её социальные и национальные противоречия, ещё острее выявила воровство чиновников, взяточничество, саботаж.
Главное лицо эпопеи — бравый солдат Швейк — талантливый саботажник, ставший любимым героем Чехии. Призванный в войска, Швейк притворяется глупцом и выполняет отдаваемые ему приказания с такой точностью, что приводит их к абсурду. Военное начальство считает его неисправимым идиотом, но читатель очень скоро понимает, что идиотизмом проникнута вся военная система, основанная на чинах и званиях, что порождает некомпетентность начальства на всех уровнях. Утрируя послушание и подчинённость, Швейк тем самым становится негодным инструментом в руках своих начальников. Если бы армии всех воюющих сторон состояли из таких Швейков, война прекратилась бы сама собой.
Эта забавно и умно проведённая тенденция эпопеи сделала её значительным, а главное, исключительно популярным произведением, направленным против милитаризма. Книга вызвала большой общественный и государственный резонанс, во время Второй мировой войны солдатам в Чехословакии даже было запрещено чтение книги. Имя Швейка очень быстро стало нарицательным. Так Иосиф Сталин попрекал охранников: «Что ты передо мной бравым солдатом Швейком вытягиваешься?».
В формальном отношении произведение Гашека, написанное сочным языком, с примесью солдатского жаргона и пражского арго, построено на чередовании событий в солдатской жизни главного героя, изложение которых прерывается характерными отступлениями (воспоминания Швейка о случившемся с ним ранее или примеры из его житейского опыта). Тем более удивителен роман тем, что это, возможно, единственный известный в мировой литературе роман, который автор не читал ни по частям, ни в целом, ни в рукописи, ни в книжном издании. Роман писался сразу набело, и каждая написанная глава немедленно направлялась издателю, в этом же виде.

## Мировое признание Гашека
Роман о похождениях Швейка оставил неизгладимый след в мировой культуре.
Друг Гашека Карел Ванек по просьбе издателя окончил четвёртую часть романа. Позднее он же полностью написал пятую и шестую части, которые, однако, не стали популярными. Ванека обвинили в том, что он не смог удержаться на той тонкой грани между сатирой и пошлостью, что удавалось Гашеку.
Но появлением в малоизвестном продолжении жизнь Швейка не ограничилась. В годы Второй мировой войны появляется пьеса Бертольта Брехта по роману, в разных странах выходит несколько кинофильмов по мотивам.
В 1955 году вышел кукольный фильм известного чешского режиссёра-мультипликатора Иржи Трнка «Бравый солдат Швейк».
В 2007 году вышла компьютерная игра в жанре «квест» по мотивам романа.
В 2002 году пражская газета «Деловая Прага» задала вопрос своим читателям: «Какие ассоциации вызывает у вас слово „Чехия“»? По итогам, Швейк оказался на третьем месте, уступив только чешскому пиву и хоккейной сборной.

### Деятели науки, культуры, политические деятели о Ярославе Гашеке
Бертольт Брехт, автор пьесы «Швейк во Второй мировой войне», в своём дневнике оставил такую запись: 

Если бы кто-нибудь предложил мне выбрать из художественной литературы нашего века три произведения, которые на мой взгляд представляют мировую литературу, то одним из таких произведений были бы «Похождения бравого солдата Швейка» Я. Гашека.

## Адреса
Российская империя,
УНР
- 1916 — зима 1918 — Киев, гостиница «Прага» (ул. Владимирская, 36); на фасаде установлена мемориальная доска

Советская Россия
- Апрель-июнь 1918 — Самара, гостиница Сан-Ремо (ул. Куйбышева (Дворянская), 98); на фасаде установлена мемориальная доска.
- Зима 1918/1919 — Бугульма, здание военной комендатуры (ул. Советская, 67); сейчас музей Я. Гашека
- Март 1919 — Белебей, Филиал Самарского государственного архитектурно-строительного университета (ул. Советская, 11) на фасаде установлена мемориальная доска
- 17 августа — 14 ноября 1919 — Челябинск, район нынешней площади Революции, дом не сохранился. На вновь построенном доме (ул. Тимирязева, 41), установлена мемориальная доска[45]
- Зима, 1919/1920 — Омск, гостиница «Россия» (ул. Ленина, 18); на фасаде установлена мемориальная доска
- Февраль-май 1920 — Красноярск (ул. Парижской Коммуны, 14 (бывший Дубенский переулок)); дом не сохранился. На фасаде вновь построенного дома установлена мемориальная доска[46]
- 1919 — Петропавловск, современная Республика Казахстан (угол улиц Пушкина и Букетова, дом купца Д. И. Смолина не сохранился)

## Память

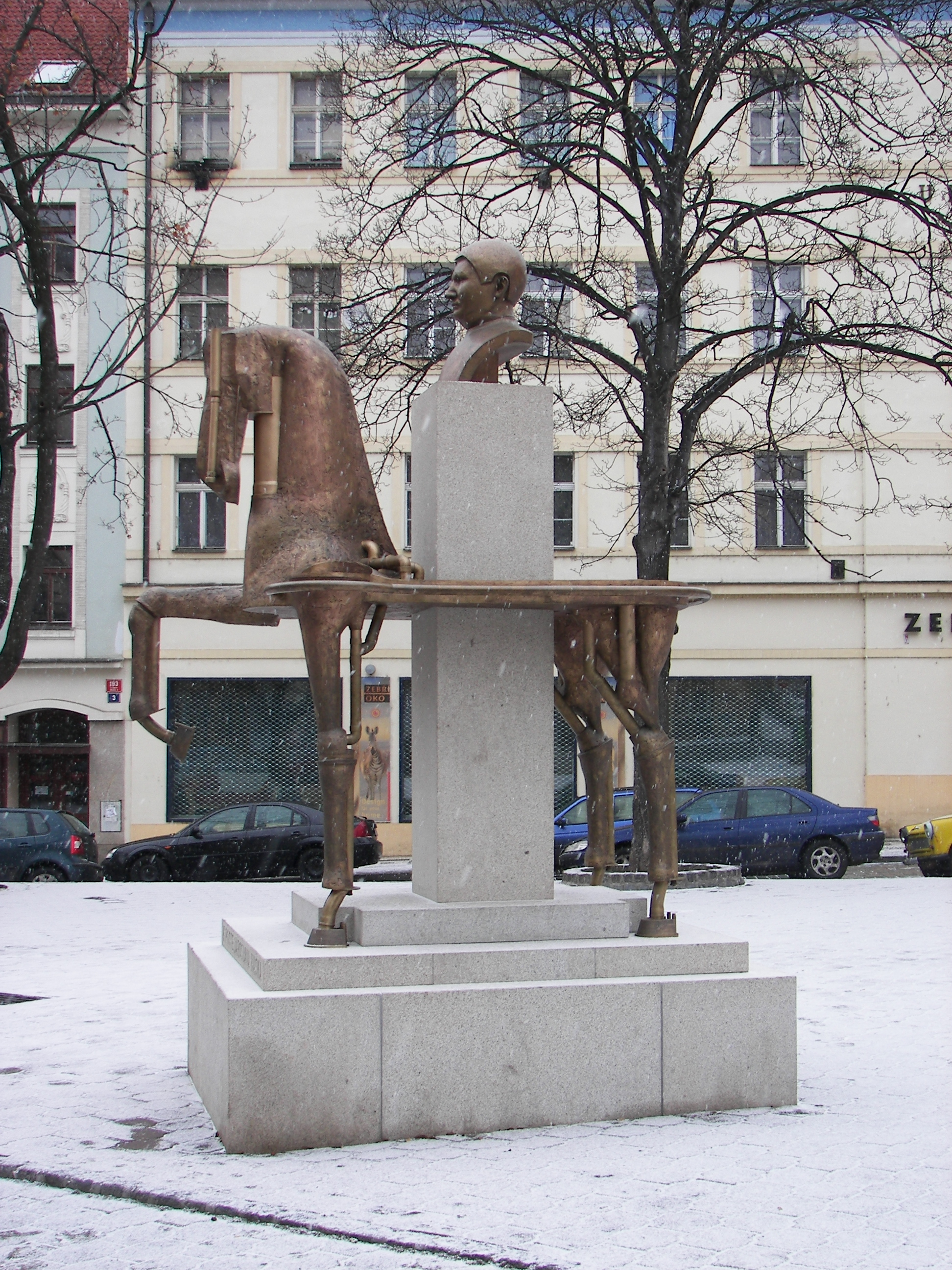
Памятник Я. Гашеку (Прага). Работа и Каролины Непрашовой

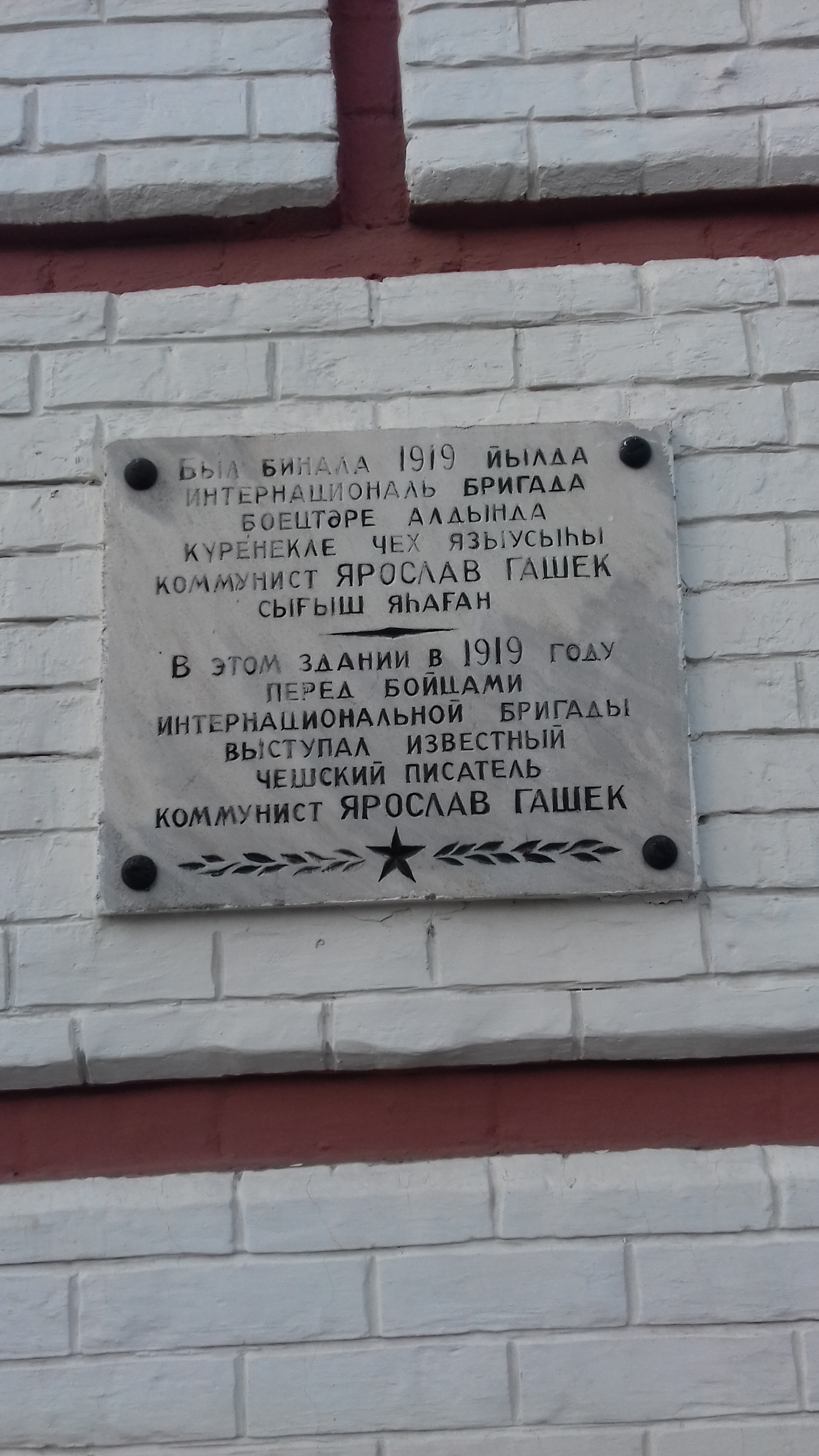
Мемориальная доска на здании памятника культуры «Большая сибирская гостиница» (Башкортостан, Уфа, улица Карла Маркса, 14 / улица Коммунистическая, 43), где Ярослав Гашек выступал в 1919 году перед бойцами интернациональной бригады

- Во многих городах мира (в том числе в Москве, Санкт-Петербурге, Омске, Казани, Иркутске, Челябинске, Донецке, Киеве, Львове и т. д.) в честь Ярослава Гашека названы улицы, а количество памятников Йозефу Швейку даже превышает количество памятников самому Гашеку. Как ни удивительно, но в самой Чехии до 2014 года не было ни одного памятника Швейку (сегодня в городе Липнице над Сазавов, Оломоуце и Кралупы над Влтавой стоят мини-монументы), первый памятник писателю появился только в октябре 2005 года[47] (см. иллюстрацию).
- В мире существует два музея Ярослава Гашека: в России и Чехии. В 1966 году первый музей Ярослава Гашека появился в г. Бугульма Республики Татарстан. Музей в Липнице был создан сыном Гашека Рихардом, который начал собирать коллекцию после смерти отца, в 1980-х годах[31].
- В 1996 году в России именем Ярослава Гашека был назван спущенный на воду нефтеналивной танкер[48].
- В честь Я. Гашека назван астероид (2734) Гашек, а в честь его самого известного персонажа — астероид (7896) Швейк.
- В честь Ярослава Гашека была названа команда КВН «Плюшки», занявшая в 2017 году третье место в Высшей лиге.

### В филателии

Почтовые марки СССР
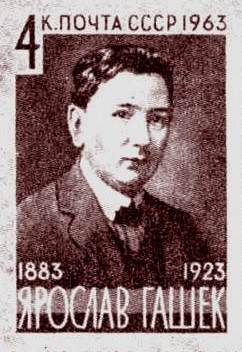
1963 год

Гашек также изображен на почтовой марке Болгарии 1983 года.

## Биографическое кино
В 1962 году Юрий Озеров снял художественный фильм о Ярославе Гашеке «Большая дорога». Ярослава Гашека сыграл чешский актёр Йозеф Абргам.

### Прижизненные издания
- 1903 — «Майские выкрики» / Májové výkřiky (сборник стихов, совместно с Ладославом Гаеком)
- 1912 — «Страдания пана Тенкрата» / Trampoty pana Tenkráta
- 1912 — «Бравый солдат Швейк и другие удивительные истории» / Dobrý voják Švejk a jiné podivné historky
- 1913 — «Гид для иностранцев и другие сатиры» / Průvodčí cizinců a jiné satiry z cest i z domova
- 1915 — «Моя торговля собаками» / Můj obchod se psy a jiné humoresky
- 1917 — «Бравый солдат Швейк в плену» / Dobrý voják Švejk v zajetí
- 1920 — «Две дюжины рассказов» / Dva tucty povídek
- 1921 — «Трое мужчин с акулой и другие поучительные истории»[49] / Трое мужчин и акула, Tři muži se žralokem a jiné poučné historky) ()
- 1921 — «Пепичек Новый и другие рассказы»[49] / Pepíček Nový a jiné povídky
- 1922 — «Мирная конференция и другие юморески» / Mírová konference a jiné humoresky
- 1922 — «Бравый солдат Швейк перед войной и другие удивительные истории» (Dobrý voják Švejk před válkou a jiné podivné historky (переиздание сборника 1912 года)
- 1921—1923 — «Похождения бравого солдата Швейка» / Osudy dobrého vojáka Švejka za světové války

### Посмертные издания
Большинство этих произведений собрано из его ранних публикаций в журналах, многие произведения были экранизированы:
- 1925 — Paměti úctyhodné rodiny a jiné příběhy
- 1925 — Šťastný domov a jiné humoresky
- 1925 — Za války i za sovětů v Rusku
- 1925 — Zpověď starého mládence
- 1926 — Všivá historie a jiné humoresky
- 1927 — Podivuhodné dobrodružství kocoura Markuse a jiné humoresky
- 1946 — Smějeme se s Jaroslavem Haškem (две части)
- 1949 — Škola humoru
- 1950 — Malá zoologická zahrada
- 1953 — Veselé povídky (также содержат Historky z Ražické bašty)
- 1954 — Aféra s křečkem a jiné povídky
- 1955 — Črty, povídky a humoresky z cest
- 1958 — Fialový hrom
- 1958 — Loupežný vrah před soudem
- 1960 — Terciánská vzpoura a jiné povídky
- 1961 — Dědictví po panu Šafránkovi
- 1962 — Zrádce národa v Chotěboři
- 1963 — «Политическая и социальная история партии умеренного прогресса в рамках закона» (Politické a sociální dějiny strany mírného pokroku v mezích zákona)[50]
- 1968 — Dekameron humoru a satiry
- 1968 — Moje zpověď
- 1973 — Zábavný a poučný koutek Jaroslava Haška
- 1982 — Oslí historie aneb Vojenské články do čítanek
- 1982 — Svět zvířat
- 1983 — Švejk před Švejkem (neznámé osudy dobrého vojáka Švejka)
- 1985 — Tajemství mého pobytu v Rusku
- 1988 — Povídky (два тома)
- 1997 — V polepšovně a jiné povídky
- 2005 — Když bolševici zrušili Vánoce (неизвестные и, по-видимому, основанные на реальных событиях тексты)
- 2006 — Nešťastný policejní ředitel (неизвестные и найденные в последнее время тексты)

### Русские переводы
Несмотря на то, что Гашек жил в России довольно долго, русскому читателю он стал известен только после смерти. Первым на русский был переведён его роман, причём — с немецкого языка. Вскоре появился и перевод с чешского. Одновременно появлялись публикации сборников рассказов. В 1983—1986 годах в Москве вышло собрание сочинений в 6 томах, куда вошли многие произведения ранее не публиковавшиеся на русском, в том числе и «Политическая и социальная история партии умеренного прогресса в рамках закона». Но, разумеется, самым популярным является именно роман о похождениях Швейка, выдержавший не одно переиздание.
- 1926—1928 — «Приключения бравого солдата Швейка», ч. 1—4, перев. с нем. Зуккау Г. А. (а с ч. 3 — и Зуккау А. Г.). Л.: «изд. Прибой» (ч. 1—3 вышли вторым изд. в 1928—1929)
- 1927 — «Дружеский матч. Рассказы», перев. Скачкова М. — М.: изд. ЗИФ («Библиотека сатиры и юмора»)
- 1927 — «О честности, футболе и собаках, Рассказы», переводы Оленина А., Л. («Библиотека всемирной литературы»)
- 1927 — «Трое мужчин и акула, Рассказы», перев. Бейчек Г. И. — М.: изд. ЗИФ («Б-ка сат. и юмора»)
- 1927 — «Уши святого Мартина, Рассказы», перев. Скачкова М. — М.: изд. «Моск. рабочий».
- 1928 — «Исповедь старого холостяка, Рассказы», перев. Скачкова М. — М.: изд. ЗИФ («Библиотека сатиры и юмора»).
- 1928 — «Счастливая семья. Рассказы», перевод Скачкова М. — М.: изд. ЗИФ («Библиотека сатиры и юмора»).
- 1928 — «Приключения сыщика Патошки, Рассказы», перевод и предисловие Живова М. С. — М.: изд. «Гудок» («Юмористическая библиотека», «Смехач»).
- 1929 — «Похождения бравого солдата Швейка», ч. 1. перев. с чеш. П. Г. Богатырёва — М.—Л.: ГИЗ
- 1936 — «Похождения бравого солдата Швейка во время мировой войны». В 2 т. / Под ред. и с послесл. В. С. Черноваева. — Л.: «Худож. лит.» — Т. 1. — 1936. — 476 с.
- 1936 — «Похождения бравого солдата Швейка во время мировой войны». В 2 т. / Под ред. и с послесл. В. С. Черноваева. — Л.: «Худож. лит.» — Т. 2. — 1937. — 528 с.
- 1936 — «Похлёбка для бедных людей. Рассказы». / Перевод с чеш. Ю. Аксель-Молочковского, обложка и рисунки худ. Л. Канторовича. — М.: «Мол. гвардия». — 170 с.
- 1937 — «Избранные юморески». — М.: «Худож. лит.» — 490 с.
- 1955 — «Суп для бедных детей», рассказы и фельетоны, составитель Вишневская Е. Д. М.: «Гослитиздат».
- 1955 — «Рассказы. Фельетоны». — М.: «Худож. лит.». — 414 с.
- 1958 — «Похождения бравого солдата Швейка». — М.: Библиотека «Огонёк». Издательство «Правда». Т.1., ч.1-2. — 440 с.; Т.2. ч.3-4, рассказы и фельетоны. — 464 с.
- 1959 — «Бравый солдат Швейк в плену. Юмористические рассказы». — М.: «Мол. гвардия». — 413 с.
- 1964 — «В аду: Рассказ» / Пер. с чеш. Н. Роговой // М.: «Знание-сила». — № 4. — С. 47—48
- 1964 — «Крестный ход». — М.: «Политиздат». — 296 с.
- 1967 — «Похождения бравого солдата Швейка». — М.: «Худож. лит.» — 671 с. («Б-ка всем. лит. Сер. 3. — Лит. XX в.» — Т. 144) — X-22150
- 1973 — «Марафонский бег: Избранное» / Пер. с чеш. Сост. и авт. критико-биогр. очерка С. Востокова. — М.: «Мол. гвардия». — 351 с. — («Тебе в дорогу, романтик») — X-28189
- 1973 — «Марафонский бег: Избранное». — М.: «Мол. гвардия». — («Тебе в дорогу, романтик») — X-28189
- 1974 — «Фиолетовый гром: Юмористические рассказы» / Пер. с чеш. — М.: «Дет. лит.». — 175 с.
- 1976 — «Похождения бравого солдата Швейка во время мировой войны». / Вступит. статья О. Малевича. — М.: «Худож. лит.» — 670 с.
- 1977 — «Похождения бравого солдата Швейка». — М.: «Худож. лит.» — 463 с.
- 1978 — «Рассказы» / Пер. с чеш.; Примеч. С. Востоковой. — М.: «Худож. лит.». − 304 с. — («Классики и современники. Зарубеж. лит.») — X-13334, X-13335
- 1979 — «Похождения бравого солдата Швейка». — М.: «Правда». — 752 с.
- 1982 — «Похождения бравого солдата Швейка». — Казань: Тат. кн. изд. — 528 с.
- 1982 — «Похождения бравого солдата Швейка» / Пер. с чеш. — М.: «Худож. лит.» — 416 с. — X-16904
- 1983 — «Гашек смеётся и обличает…: Сборник» / Пер. с чеш. — М.: «Дет. лит.». − 234 с. — X-19318
- 1983 — «Примеры из жизни: Художественная публицистика» / Предисл. и коммент. Ю. Н. Щербакова. — М.: «Прогресс». — 262 с. — X-18915
- 1983 — «Рассказы»: Пер. с чеш. — Волгоград: Ниж. Волж. кн. изд-во, 1983. — 352 с.
- 1983—1985 — «Собрание сочинений в 6 томах». — М.: «Художественная литература».
  - 1983 — Том 1. Рассказы, Бытовые юморески, 1901—1908 гг. // Собрание сочинений в 6 томах. — 490 с. — 150 000 экз. — ISBN X-18450.
  - 1983 — Том 2. Рассказы, политические памфлеты, очерки, 1909—1912 // Собрание сочинений в 6 томах. — 560 с. — 150 000 экз. — ISBN X-18759.
  - 1984 — Том 3. Рассказы, политические памфлеты, очерки, 1917—1917 // Собрание сочинений в 6 томах. — 780 с. — 150 000 экз. — ISBN X-19437.
  - 1984 — Том 4. Рассказы, политические памфлеты, очерки, 1918—1923 // Собрание сочинений в 6 томах. — 447 с. — 150 000 экз. — ISBN X-20038.
  - 1984 — Том 5. Памфлеты; Похождения бравого солдата Швейка во время мировой войны: Роман. Ч. 1. // Собрание сочинений в 6 томах. — 471 с. — 150 000 экз. — ISBN X-20552.
  - 1985 — Том 6. Похождения бравого солдата Швейка во время мировой войны: Роман. Ч. 2—4. // Собрание сочинений в 6 томах. — 559 с. — 150 000 экз. — ISBN X-20685.
- 1984 — «Рассказы» / Пер. с чеш.; Примеч. С. Востоковой. — М.: «Правда». − 384 с. — X-23579
- 1987 — «Похождения бравого солдата Швейка во время мировой войны»: Роман / Пер. с чеш. П. Богатырева; Вступ. ст. О. Малевича — М.: «Худож. лит.» — 590 с. — («Б-ка классики») — X-23941
- 1988 — «Рассказы» // «Юмор наших друзей». — М.. — С. 494—606. — X-26094
- 1990 — «Похождения бравого солдата Швейка» / Пер. с чеш. и прим. П. Богатырева; Вступ. ст. О. Малевича. — М.: «Правда». — С. 3—24. — X-28032
- 1993 — «Похождения бравого солдата Швейка»: В 2 т. / Пер. с чеш. — СПб.: «Санта». — Т. 1. — 1993. — 400 с. — X-38194
- 1993 — «Похождения бравого солдата Швейка»: В 2 т. / Пер. с чеш. — СПб.: «Санта». — Т. 2. — 1993. — 272 с. — X-38195
- 1993 — «Похождения бравого солдата Швейка во время мировой войны». / Пер. с чеш. — М.: ОГИЗ. — 318 с. — X-38004
- 1993 — «Похождения бравого солдата Швейка во время мировой войны»: Роман / Пер. с чеш. — М.: «Русская книга». — 736 с. — («Всемирн. б-ка юмора») — X-37855, X-38759, X-38760
- 1998 — «Похождения бравого солдата Швейка»: В 2 т. / Пер. с чешского П. Богатырева. Т. 1. — Минск: «Литература». — 512 с. — X-41509
- 1998 — «Похождения бравого солдата Швейка»: В 2 т. / Пер. с чешского П. Богатырева. Т. 2. — Минск: «Литература». — 384 с. — X-41510
- 2003 — «Похождения бравого солдата Швейка во время мировой войны»: Роман. — М.: НФ «Пушкинская библиотека», ООО «Издательство АСТ». — 743 c. — («Золотой фонд мировой классики»). — X-45262
- 2005 — «Советы для жизни: [Сборник рассказов]». — М.: «Вагриус». — 367 с. — X-47683; X-47684
- 2005 — «Предвыборные выступления цыгана Шаваню: Сатирический рассказ известного чешского писателя, посвященный предвыборной кампании» // «Муниципальная служба». — № 4. — С. 24—25

В статье использован текст М. Н. Скачкова, перешедший в общественное достояние.